# Age of Unreason
Age of Unreason ist das 17. Studioalbum der Punkrockband Bad Religion. Es erschien am 3. Mai 2019 bei Epitaph Records.

## Hintergrund
Es ist das erste Studioalbum der Band, auf dem Gitarrist Mike Dimkich und Schlagzeuger Jamie Miller zu hören sind, die Greg Hetson bzw. Brooks Wackerman ersetzen, und das erste, das von Carlos de la Garza produziert wurde. Damit endete ihre Zusammenarbeit mit Joe Barresi, der seit The Empire Strikes First (2004) jedes Bad Religion-Album produziert, gemischt oder als Toningenieur betreut hatte. Barresi mischte jedoch The Kids Are Alt-Right, das bereits 2018 als einmalige Single veröffentlicht wurde. Die Veröffentlichung von Age of Unreason markiert auch die längste Lücke zwischen Studioalben in der gesamten Karriere von Bad Religion, da ihr vorheriges Album True North im Januar 2013 veröffentlicht wurde. Aus dem Album wurden Singles wie My Sanity, Chaos from Within und Do the Paranoid Style veröffentlicht.
Bad Religions Pläne für ihr 17. Studioalbum wurden etwa zehn Monate nach der Veröffentlichung von True North von Gitarrist Brett Gurewitz bekannt gegeben, der sagte: „Wir werden nächstes Jahr ein paar Shows spielen, nicht viele. Ich denke, 2014 werden wir auch anfangen, das nächste Album zu schreiben.“ Anfang 2015 hatten Gurewitz und Sänger Greg Graffin begonnen, Songs für das Album zu schreiben, und es gab Pläne, im Herbst ins Studio zu gehen. Es schien jedoch, als hätten sich die Pläne geändert, da Graffin in einem Interview mit Glide Magazine im September 2015 erklärte, dass er an seinem ersten Soloalbum seit Cold as the Clay aus dem Jahr 2006 gearbeitet habe und Bad Religion nicht vorhabe, vor Ende 2016 ein weiteres Album zu veröffentlichen. Graffin erklärte später, dass Pläne gemacht wurden, nach der Veröffentlichung dieses dritten Soloalbums Millport, das schließlich am 10. März 2017 veröffentlicht wurde, mit dem Schreiben des 17. Bad Religion-Albums zu beginnen. Er wurde mit den Worten zitiert: „Während des Herbstsemesters bin ich ziemlich beschäftigt. Aber nächstes Jahr wird es ein neues Soloalbum geben. Ich bringe ungefähr alle sechs Jahre ein neues Soloalbum heraus, also ist nächstes Jahr eines fällig. Und dann werde ich ein neues Buch vorbereiten, aber darüber kann ich noch nicht sprechen. Und schließlich muss Bad Religion ein neues Album schreiben. Wir haben also viel zu tun.“ In einem Interview im März 2017 nach dem Nachfolger von True North gefragt, sagte Graffin: „Eine der großen Herausforderungen als Künstler besteht darin, die Tradition seiner früheren Arbeit aufrechtzuerhalten. Das ist schwer. Normalerweise braucht (Bad Religion) zwei Jahre, um ein Album herauszubringen. Warum haben wir vier Jahre gebraucht, um nach True North ein Album herauszubringen? Nun, True North war so ein großartiges Album – und wir sind es unseren Fans schuldig, es als großartiges Album ernst zu nehmen – ein weiteres zu machen, wird noch viel mehr Arbeit erfordern.“ Am 14. Februar 2018 postete Graffin ein Bild von sich mit Gurewitz im Studio auf Twitter und twitterte: „Neue Songs in der Pipeline“; der Post deutete darauf hin, dass Bad Religion im Studio an dem Album arbeitete. Im April desselben Jahres kamen die Spekulationen erneut auf, als Gurewitz und Baker Bilder aus dem Studio auf ihren jeweiligen Instagram-Konten posteten. Am 20. Juni 2018 veröffentlichte die Band ihre erste Single seit fünf Jahren The Kids Are Alt-Right. Trotz früherer Berichte, dass Bad Religion Mitte 2018 im Studio gewesen sei, und der Tatsache, dass sie einen neuen Song veröffentlicht hatten, sagte Gurewitz der Los Angeles Times im Juli 2018: „Wir schreiben für ein neues Album, das wir im Herbst oder Spätsommer aufnehmen. Ein Veröffentlichungstermin wurde noch nicht bekannt gegeben, aber wir sollten schon bald genug ‚Fuck Trump‘-Songs für ein Album haben. Das ist genau das, was wir brauchen.“ Am 13. November 2018 erschien My Sanity als Single. Am 26. Februar 2019 kündigte Bad Religion Age of Unreason als Titel des neuen Albums und dessen Veröffentlichungsdatum an und veröffentlichte die Single Chaos from Within. Der dritte Track, Do the Paranoid Style, wurde am 26. März 2019 veröffentlicht. Die CD-Version des Albums enthält die beiden zuvor veröffentlichten Nicht-Album-Singles The Kids Are Alt-Right (als erster Hidden Track der Band nach What Tomorrow Brings) und The Profane Rights of Man als Bonustracks.

## Titelliste
Alle Titel wurden von Brett Gurewitz and Greg Graffin geschrieben, außer wo angegeben.
| Nr.          | Titel                                                                   | Autoren                               | Länge |
| ------------ | ----------------------------------------------------------------------- | ------------------------------------- | ----- |
| 1.           | Chaos from Within                                                       |                                       | 1:50  |
| 2.           | My Sanity                                                               |                                       | 2:58  |
| 3.           | Do the Paranoid Style                                                   |                                       | 1:45  |
| 4.           | The Approach                                                            |                                       | 2:25  |
| 5.           | Lose Your Head                                                          |                                       | 2:50  |
| 6.           | End of History                                                          | Gurewitz, Graffin, Carlos de la Garza | 2:47  |
| 7.           | Age of Unreason                                                         |                                       | 2:40  |
| 8.           | Candidate                                                               |                                       | 2:45  |
| 9.           | Faces of Grief                                                          | Gurewitz, Graffin, Brian Baker        | 1:04  |
| 10.          | Old Regime                                                              |                                       | 2:42  |
| 11.          | Big Black Dog                                                           |                                       | 2:06  |
| 12.          | Downfall                                                                |                                       | 2:36  |
| 13.          | Since Now                                                               |                                       | 1:43  |
| 14.          | What Tomorrow Brings                                                    |                                       | 3:09  |
| 15.          | The Profane Rights of Man (CD-Bonustrack, nicht auf der japanischen CD) |                                       | 2:07  |
| Gesamtlänge: | Gesamtlänge:                                                            | Gesamtlänge:                          | 38:10 |

| Nr.          | Titel                  | Länge |
| ------------ | ---------------------- | ----- |
| 15.          | The Kids Are Alt-Right | 2:44  |
| Gesamtlänge: | Gesamtlänge:           | 38:47 |

- Der Hidden Track der CD-Ausgabe, The Kids Are Alt-Right, folgt nach etwa vier Sekunden Stille nach What Tomorrow Brings.